# Вербрюгген, Гаспар Петер (младший)
Гаспар Петер Вербрюгген (нидерл. Gaspar Peeter Verbruggen иногда на испанский манер Гаспаро Педро Вербрюгген; крещён 11 апреля 1664, Антверпен — похоронен 14 марта 1730, Антверпен) — фламандский художник, работавший в Антверпене и Гааге, известный своими декоративными натюрмортами с цветами и фруктами.

## Биография
Родился в 1664 году в Антверпене в семье художника Гаспара Вербрюггена (1635—1681) и его первой жены Катарины ван Эвердонк. Начал заниматься живописью под руководством своего отца, а в возрасте тринадцати лет, в 1677/1678 году, стал членом Гильдии Святого Луки в Антверпене, что предоставило ему возможность открыть мастерскую и набрать учеников.
В 1691/1692 году стал дьяконом гильдии, а в 1694 году передал гильдии одну из своих работ — «Цветочная гирлянда, окружающая статую Аполлона» (Королевский музей изобразительных искусств), в знак благодарности за то, что принял к себе учеников Бальтазара Гиацинта Вербрюггена и Якоба Мельхиора ван Херка без уплаты налога.
22 июня 1700 года он женился на Димфне ван дер Воорт (Dymphna van der Voort). Брак был недолгим, вскоре супруга скончалась и была похоронена 18 сентября 1702 года.
Живя не по средствам и имея множество долгов, в 1703 году художник был вынужден продать все свои картины, но и это не покрыло всех его задолженностей.
В 1705 году он покинул Фландрию и переехал Республику Соединённых провинций Нидерландов, где обосновался в Гааге, работая над украшением интерьеров ряда знатных резиденций. В 1708 году вступил в Гильдию Святого Луки в Гааге. Однако, не смотря на коммерческий успех, испытывал значительные финансовые трудности живя не в соответствии со своими доходами. Разорённым вернулся в Антверпен, где знакомые по Гильдии Святого Луки художники договорились устроить его на должность подмастерья («knaap») в которой он пребывал с 1723 года и до своей кончины. Художник был похоронен 14 марта 1730 года в соборе Антверпена.
Среди его учеников были его сводный брат Балтазар Гиацинт Вербругген (сын его отца от второй жены Сары Катарины Рэпс), Якоб Мельхиор ван Херк (сводный брат), Франс д’Оливеро, Питер Франс Кастилс и Гиллис Винк.

## Творчество

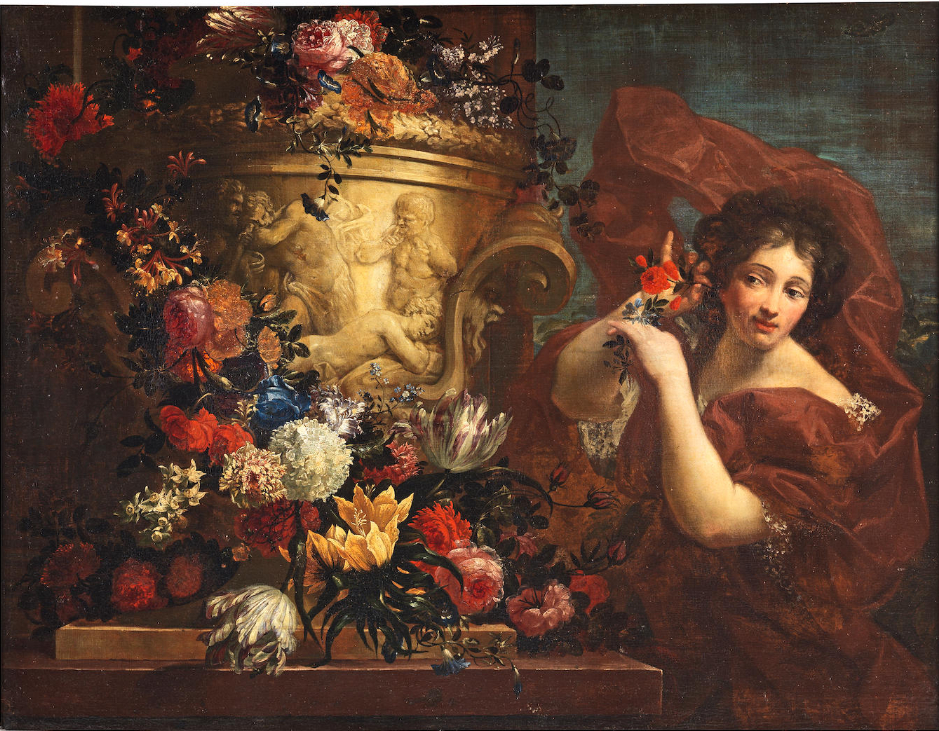

Гаспар Петер Вербрюгген, наряду с другим антверпенским живописцем, Яном Батистом Босхартом, был выдающимся художником-флористом своего времени. Он писал преимущественно цветочные натюрморты, сочетая их с аллегорическими и мифологическими сценами.
Ряд работ мастера находится в Королевском музее изобразительных искусств в Антверпене («Цветочная гирлянда, окружающая статую Аполлона»), в Государственном Эрмитаже («Украшенная цветами рама, окружающая портрет Марии-Луизы-Габриэль, герцогини Савойской», 1704), в Государственном музее изобразительных искусств имени А. С. Пушкина («Цветы в каменной вазе», 1710-е), в Смоленской художественной галерее («Цветы»), Национальном музее искусств имени Богдана и Варвары Ханенко в Киеве («Натюрморт с цветами»), в Муромском историко-художественном музее («Натюрморт с цветами» и «Натюрморт с женской полуфигурой», работы поступили в музей из усадьбы графов Уваровых Красная горка в Карачарове).